# Tungokocseni járás
A Tungokocseni járás (oroszul Тунгокоченский район) járás Oroszország Bajkálontúli határterületén. Székhelye Verh-Uszugli.
A járást 1938. szeptemberben hozták létre. 

## Népessége
- 2002-ben 14 207 lakosa volt.
- 2010-ben 12 685 lakosa volt.